# 趙楗
廣平郡王趙楗（1112年—？），宋朝宗室。 
宋朝第八代皇帝宋徽宗赵佶的第二十一子，生母不详，政和二年（1112年）十月出生。政和三年（1113年）正月，賜名趙楗，授威德軍節度使、檢校少保，封韓國公。靖康元年（1126年）六月，自檢校少傅、安國軍節度使改保靜軍節度使，開府儀同三司，加檢校太傅，進封廣平郡王。随后靖康之变爆发，趙楗没有来得及封亲王。 
靖康之变的时候，趙楗和給使何义以及乳母一起逃往民间，但不久又被金人命开封府尹徐秉哲捉拿，押运去金国。